# سرمایش جهانی
سرمایش جهانی حدسی در دههٔ ۱۹۷۰ در خصوص سرد شدن قریب‌الوقوع سطح و جو زمین منتهی به دوره‌ای از یخگیری گسترده بود. این فرضیه حمایت اندکی در جامعهٔ علمی داشت، ولی به علت روند آهستهٔ رو به نزول دماها از دههٔ ۱۹۴۰ تا اوایل دههٔ ۱۹۷۰ و گزارش‌های مطبوعاتی که به درستی مکتوبات علمی اقلیمی، که نشان می‌داد حجم بزرگتر و سریعتر مکتوبات علمی گرمایش جهانی را به دلیل انتشار گازهای گلخانه‌ای پیش بینی می‌کنند، را بازتاب نمی‌دادند، توجه مردمی موقتی را به خود جلب کرد. نظر علمی کنونی در خصوص تغییر اقلیمی این است که زمین به مدت زیادی سرد نشده، بلکه در سرتاسر قرن بیستم دچار گرمایش جهانی شده است.